# Річка Броди
Річка Броди  — річка в північній частині Безлюдівки. Єдина притока озера Новий Лиман. Вперше згадується на плані 1785 року.

## Характеристика річки
Річка починається поблизу мікрорайону "Овочівник". Далі протікає на луках між мікрорайоном Підборівка та відстійниками, а потім впадає у вищезгадане озеро.

По річищу пролягає адміністративний кордон між Харковом та Безлюдівкою. 